# SO-02D
docomo NEXT series Xperia NX SO-02D（ドコモ ネクスト シリーズ エクスペリア エヌエックス エスオー ゼロニディー）は、ソニーモバイルコミュニケーションズ（旧：ソニー・エリクソン・モバイルコミュニケーションズ）製のNTTドコモ向けスマートフォン。ドコモの第3世代移動通信システム（FOMA）端末である。docomo NEXT seriesのひとつ。

## 概要
グローバルモデルであるSony Xperia Sの日本国内ローカライズモデルにあたる。ただし、Xperia S（LT26i）はNFCに対応するなどの細かな差異があるため、完全な同一機種ではない。
デザイン面では、ディスプレイとキーの間に「フローティングプリズム」と呼ばれる透明なパーツを配置しており、分離しているように見える。メニューキーやホームキー、バックキーのアイコンはフローティングプリズムに記されているが、実際にタッチして操作するのはフローティングプリズム上のキー部分である。
グローバルモデルのため、ワンセグ・おサイフケータイ・赤外線通信には対応していないほか、バッテリーの取り外しは不可である（交換は有償預かり修理扱いで8,925円としている）。
なお、外部メモリには非対応だが、microSDHC対応のUSBリーダーライターが同梱される。
PlayStation Certifiedが搭載されており、初代PlayStationのゲームを利用することができる。
2月中頃より放映されているテレビCMでは「Sony Ericsson」やソニーグループ（金融・保険は除く）の統一スローガンである「make.believe」のロゴがなく、「XPERIA」のロゴだけが出る。
グローバルモデルであるXperia SではAndroid 4.1.2へのバージョンアップが行われたが、本機種では行われていない。

## 搭載アプリ
- PlayStation Certified
- spモードメール
- dマーケット
- evernote
- iコンシェル
- E☆エブリスタ
- 緊急速報「エリアメール」
- ドコモあんしんスキャン
- カメラ（1.0.0）
- 取扱説明書（1.0）
- Connected Device（3.0）
- OfficeSuite（5.5.735）
- 更新センター（1.1.1.A.0.0）
- Timescape（1.0.A.0.13）
- セットアップガイド（1.0）
- Facebook（1.7.2）
- ミュージック（プレーヤー）（4.0.A.0.24）
- TrackID（3.60.34）
- Eメール（6.0.A.1.13）
- APPNAVI（1.1.2）
- LiveWareマネージャ（3.0.10）
- Adobe Flash Player 11.1（11.1.102.59
- 連絡先（6.0.A.0.18）
- Google検索
- Gmail
- Googleトーク
- Googleマップ
- YouTube
- ナビ
- Latitude
- プレイス
- マーケット
- 時計とアラーム
- ブラウザ
- カレンダー
- メッセージ
- ギャラリー
- 音声検索
- ダウンロード
- 電卓
- 設定
- Google+
- Messanger
- Video

## 主な機能
| 主な対応サービス                                 | 主な対応サービス                         | 主な対応サービス                       | 主な対応サービス                              |
| ------------------------------------------------ | ---------------------------------------- | -------------------------------------- | --------------------------------------------- |
| タッチパネル／加速度センサー                     | Xi／FOMAハイスピード                     | Bluetooth                              | DCMX／おサイフケータイ／赤外線／トルカ        |
| ワンセグ／FMラジオ                               | メロディコール                           | テザリング                             | WiFi IEEE802.11b/g/n                          |
| GPS                                              | spモード／Eメール／電話帳バックアップ    | デコメール／デコメ絵文字／デコメアニメ | iチャネル                                     |
| エリアメール／ソフトウェアーアップデート自動更新 | デジタルオーディオプレーヤー(WMA)(MP3他) | GSM／3Gローミング（WORLD WING）        | フルブラウザ／Flash Player 11.1               |
| Androidマーケット／dメニュー／dマーケット        | Gmail／Google Talk                       | YouTube／Picasa                        | ドコモ地図ナビ／Google Maps／ストリートビュー |

## 歴史
- 2011年10月5日 - 技術基準適合証明(TELEC)通過
- 2012年1月10日 - ソニー・エリクソンよりCESにて発表
- 同日 - NTTドコモより日本モデル発表
- 2012年1月12日 - 連邦通信委員会(FCC)通過
- 2012年2月10日 - 予約開始
- 2012年2月24日 - 発売開始
- 2012年5月 - 生産終了
- 2012年11月26日 - Android 4.0へアップデート開始[4][5][6][7]